# Pallanuoto ai campionati mondiali di nuoto 2005 - Torneo femminile
La 7ª edizione del campionato mondiale di pallanuoto femminile si è disputata a Montréal (Canada) nel corso degli undicesimi Campionati del mondo di nuoto organizzati dalla FINA.

## Calendario
|                  | Torneo femminile    |
| ---------------- | ------------------- |
| Fase preliminare | 17 - 19 - 21 luglio |
| Ottavi           | 23 luglio           |
| Quarti           | 25 luglio           |
| Semifinali       | 27 luglio           |
| Finali           | 29 luglio           |

## Squadre partecipanti
GRUPPO A
- Canada
- Cuba
- Italia
- Venezuela

GRUPPO B
- Cina
- Spagna
- Stati Uniti
- Ungheria

GRUPPO C
- Grecia
- Nuova Zelanda
- Russia
- Uzbekistan

GRUPPO D
- Australia
- Brasile
- Germania
- Paesi Bassi

## Fase preliminare

### Gruppo A
|    | Squadra   | Pt | G | V | P | S | GF | GS | Diff |
| -- | --------- | -- | - | - | - | - | -- | -- | ---- |
| 1. | Canada    | 6  | 3 | 3 | 0 | 0 | 30 | 14 | +16  |
| 2. | Italia    | 4  | 3 | 2 | 0 | 1 | 34 | 19 | +15  |
| 3. | Cuba      | 1  | 3 | 0 | 1 | 2 | 17 | 29 | –12  |
| 4. | Venezuela | 1  | 3 | 0 | 1 | 2 | 13 | 32 | –19  |

| Venezuela | 6 – 6  | Cuba   |
| Canada    | 8 – 7  | Italia |
|           |        |        |
| Italia    | 13 – 6 | Cuba   |
| Venezuela | 2 – 12 | Canada |
|           |        |        |
| Venezuela | 5 – 14 | Italia |
| Canada    | 10 – 5 | Cuba   |

### Gruppo B
|    | Squadra     | Pt | G | V | P | S | GF | GS | Diff |
| -- | ----------- | -- | - | - | - | - | -- | -- | ---- |
| 1. | Ungheria    | 6  | 3 | 3 | 0 | 0 | 35 | 17 | +18  |
| 2. | Stati Uniti | 3  | 3 | 1 | 1 | 1 | 32 | 17 | +15  |
| 3. | Spagna      | 3  | 3 | 1 | 1 | 1 | 26 | 17 | +9   |
| 4. | Cina        | 0  | 3 | 0 | 0 | 3 | 9  | 51 | –42  |

| Cina     | 4 – 18 | Ungheria    |
| Spagna   | 6 – 6  | Stati Uniti |
|          |        |             |
| Ungheria | 9 – 8  | Stati Uniti |
| Spagna   | 15 – 3 | Cina        |
|          |        |             |
| Cina     | 2 – 18 | Stati Uniti |
| Spagna   | 5 – 8  | Ungheria    |

### Gruppo C
|    | Squadra       | Pt | G | V | P | S | GF | GS | Diff |
| -- | ------------- | -- | - | - | - | - | -- | -- | ---- |
| 1. | Russia        | 5  | 3 | 2 | 1 | 0 | 35 | 5  | +30  |
| 2. | Grecia        | 5  | 3 | 2 | 1 | 0 | 27 | 12 | +15  |
| 3. | Nuova Zelanda | 2  | 3 | 1 | 0 | 2 | 14 | 26 | –12  |
| 4. | Uzbekistan    | 0  | 3 | 0 | 0 | 3 | 8  | 41 | –33  |

| Russia        | 18 – 0 | Uzbekistan    |
| Grecia        | 9 – 4  | Nuova Zelanda |
|               |        |               |
| Nuova Zelanda | 9 – 4  | Uzbekistan    |
| Russia        | 4 – 4  | Grecia        |
|               |        |               |
| Russia        | 13 – 1 | Nuova Zelanda |
| Grecia        | 14 – 4 | Uzbekistan    |

### Gruppo D
|    | Squadra     | Pt | G | V | P | S | GF | GS | Diff |
| -- | ----------- | -- | - | - | - | - | -- | -- | ---- |
| 1. | Australia   | 6  | 3 | 3 | 0 | 0 | 35 | 8  | +27  |
| 2. | Germania    | 3  | 3 | 1 | 1 | 1 | 15 | 27 | –12  |
| 3. | Paesi Bassi | 2  | 3 | 1 | 0 | 2 | 15 | 22 | –7   |
| 4. | Brasile     | 1  | 3 | 0 | 1 | 2 | 16 | 24 | –8   |

| Australia   | 15 – 2 | Germania    |
| Brasile     | 6 – 7  | Paesi Bassi |
|             |        |             |
| Paesi Bassi | 6 – 7  | Germania    |
| Australia   | 11 – 4 | Brasile     |
|             |        |             |
| Australia   | 9 – 2  | Paesi Bassi |
| Brasile     | 6 – 6  | Germania    |

## Fase Finale

### Ottavi di finale
| Italia        | 9 – 6  | Spagna      |
| Cuba          | 3 – 14 | Stati Uniti |
| Grecia        | 7 – 4  | Paesi Bassi |
| Nuova Zelanda | 1 – 2  | Germania    |

### Quarti di finale
| Ungheria  | 10 – 4 | Germania    |
| Russia    | 7 – 5  | Italia      |
| Canada    | 8 – 6  | Grecia      |
| Australia | 5 – 8  | Stati Uniti |

### Semifinali
| Russia | 8 – 10 | Stati Uniti |
| Canada | 7 – 9  | Ungheria    |

### Finali
- 15º posto

| Cina | 4 – 5 | Uzbekistan |

- 13º posto

| Venezuela | 2 – 11 | Brasile |

- 11º posto

| Spagna | 12 – 3 | Nuova Zelanda |

- 9º posto

| Paesi Bassi | 10 – 11 | Cuba |

- 7º posto

| Germania | 8 – 12 | Italia |

- 5º posto

| Grecia | 10 – 8 | Australia |

- 3º posto

| Canada | 8 – 3 | Russia |

- 1º posto

| Ungheria | 10 – 7 | Stati Uniti |

## Classifica Finale
| Pos.    | Squadra       |
| ------- | ------------- |
| Oro     | Ungheria      |
| Argento | Stati Uniti   |
| Bronzo  | Canada        |
| 4       | Russia        |
| 5       | Grecia        |
| 6       | Australia     |
| 7       | Italia        |
| 8       | Germania      |
| 9       | Cuba          |
| 10      | Paesi Bassi   |
| 11      | Spagna        |
| 12      | Nuova Zelanda |
| 13      | Brasile       |
| 14      | Venezuela     |
| 15      | Uzbekistan    |
| 16      | Cina          |

## Medaglie
| Oro | Argento | Bronzo |
| --- | --- | --- |
| UngheriaPatricia Horvath Eszter Tomaskovics Khrisctina Serfozo Dora Kisteleki Mercedes Stieber Andrea Toth Rita Drávucz Krisztina Zantleitner Orsolya Takacs Anikó Pelle Agnes Valkai Fruzsina Bravik Timea Benko Allenatore Tamás Faragó | Stati UnitiEmily Feher Heather Petri Ericka Lorenz Brenda Villa Lauren Wenger Natalie Golda Kristina Kunkel Erika Figge Jaime Hipp Kelly Rulon Moriah van Norman Drue Wawrzynski Thalia Munro Allenatore Heather Moody | CanadaRachel Riddell Krystina Alogbo Whynter Lamarre Susan Gardiner Tara Campbell Marie Luc Arpin Cora Campbell Dominique Perreault Ann Dow Jana Salat Valérie Dionne Christine Robinson Johanne Bégin Allenatore Patrick Oaten |